# Kanton Fougères-Sud
Der Kanton Fougères-Sud war von 1790 bis 2015 ein französischer Wahlkreis im Arrondissement Fougères-Vitré, im Département Ille-et-Vilaine und in der Region Bretagne; sein Hauptort war Fougères. 

## Geschichte
Der Kanton entstand am 15. Februar 1790. Von 1801 bis 2015 gehörten acht Gemeinden ganz und ein Teil der Stadt Fougères zum Kanton Fougères-Sud. Ab 1801 trug der Kanton den Namen Fougères 1, ehe er in Kanton Fougères-Sud umbenannt wurde. Mit der Neuordnung der Kantone in Frankreich wurde der Kanton 2015 aufgelöst und die Gemeinden wechselten zu anderen Kantonen.

## Lage
Der Kanton lag im Nordosten des Départements Ille-et-Vilaine nahe der Grenze zur Normandie.

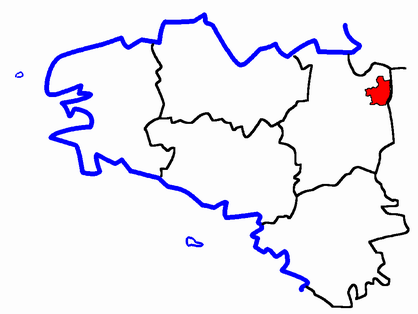
Lage des Kantons Fougères-Sud innerhalb der Bretagne

## Gemeinden
Der Kanton Fougères-Sud bestand aus einem Teil der Stadt Fougères (angegeben ist hier die Gesamteinwohnerzahl, im Kanton leben etwa 7500 Einwohner der Stadt) und acht Gemeinden:
| Gemeinde                 | Bretonisch        | Einwohner (2014)                                     | Fläche (km²) | Code postal | Code Insee |
| ------------------------ | ----------------- | ---------------------------------------------------- | ------------ | ----------- | ---------- |
| Billé                    | Bilieg            | 1.058                                                | 16.96        | 35133       | 35025      |
| Combourtillé             | Komorzhel         | 599                                                  | 9.25         | 35210       | 35086      |
| Dompierre-du-Chemin      | Domper-an-Hent    | 582                                                  | 9.68         | 35210       | 35100      |
| Fougères (teilweise)     | Felger            | 20.189 (davon zum Kanton Fougères-Sud: 7.461 (2012)) | ?            | 35300       | 35115      |
| Javené                   | Yaoueneg          | 2.041                                                | 18.45        | 35133       | 35137      |
| Lécousse                 | Eskuz             | 3.118                                                | 11.06        | 35133       | 35150      |
| Parcé                    | Parzieg           | 648                                                  | 16.88        | 35210       | 35214      |
| Romagné                  | Rovenieg          | 2.326                                                | 26.93        | 35133       | 35243      |
| Saint-Sauveur-des-Landes | Kersalver-al-Lann | 1.500                                                | 18.84        | 35133       | 35310      |
| Kanton                   | Felger-Su         | 19.008 (2012)                                        | 128.05       | -           | 3513       |

Die Fläche ist ohne den Anteil an der Stadt Fougères angegeben.

## Politik
Der Kanton hatte bis zu seiner Auflösung folgende Abgeordnete im Rat des Départements:  
| Vertreter im conseil général des Départements | Vertreter im conseil général des Départements | Vertreter im conseil général des Départements |
| Amtszeit                                      | Name                                          | Partei                                        |
| --------------------------------------------- | --------------------------------------------- | --------------------------------------------- |
| 1945–1961                                     | Joseph Morel                                  | DVD                                           |
| 1961–1985                                     | Jean Le Lann                                  | CD-CDS-UDF                                    |
| 1985–2004                                     | Philippe Nogrix                               | UDF                                           |
| 2004–2015                                     | Thierry Benoit                                | UDF-Alliance centriste-UDI                    |